# Parachtes
Parachtes là một chi nhện trong họ Dysderidae.